# Židovský hřbitov v Mohelnici
Židovský hřbitov v Mohelnici se nachází na východním okraji města Mohelnice v Družstevní ulici.

## Popis
Mohelnický židovský hřbitov je součástí hřbitova komunálního. Ve východní části hřbitova se ve dvou řadách nachází šestnáct náhrobků s hebrejskými nápisy z první poloviny 20. století. Židovská část není oddělena od hlavní části hřbitova – mezi řadami macev jsou umístěny náhrobky křesťanské.

## Židé v Mohelnici
Židé jsou v Mohelnici poprvé zmiňováni již roku 1322, ačkoli běžně se jim povolení pobytu ve městě neudělovalo. K rozvoji židovské komunity došlo až ve druhé polovině 19. století, kdy byl ve městě založen Židovský modlitební spolek (oficiálně existoval od roku 1870). Roku 1850 je zmiňováno pouze 13 obyvatel židovské víry, koncem století tvořilo téměř 200 mohelnických Židů přibližně 7 % všech obyvatel vnitřního města. Tento počet se však snižoval a na začátku 20. století již klesl na necelou stovku.
Ve městě nikdy nestála synagoga, ale před rokem 1870 byla na dnešním náměstí Svobody v domě čp. 9 zřízena už druhá židovská modlitebna. O první se ví, že fungovala v domě na Třebovské ulici čp. 30 (tzv. Edelhof). Synagogu a mikve mohli mohelničtí využívat v Úsově nebo Lošticích, pod jejichž náboženskou obec mohelnická komunita patřila.
I Mohelnici postihl nacistický pogrom Křišťálové noci, který postihl modlitebnu a domy těch Židů, kteří se neodstěhovali do bezpečí. Během 2. světové války se mnozí významně zapojili do protinacistického odboje, v Nádražní ulici dva z nich, bratry Kurta a Ottu Wolfovy, připomíná pamětní deska – Kurt padl jako voják 9. března 1943 u Sokolova, jeho bratr Otto byl 3 týdny před koncem války při pátrání Gestapa po partyzánech odveden, mučen a spolu s dalšími 18 obviněnými upálen v lesní chatce na samotě Kyjanice.